# Valencia (Negros Oriental)
Valencia (Luzurriaga) ist eine philippinische Gemeinde in der Provinz Negros Oriental. Sie hat 34.852 Einwohner (Zensus 1. August 2015).
Valencia liegt 9 km westlich von Dumaguete City, der größten Stadt und der Hauptstadt der Provinz.

## Geografie
Die Gemeinde Valencia hat eine Fläche von ungefähr 150 km². Valencia liegt 9 km westlich der Provinzhauptstadt Dumaguete City. 65 % der Gemeindefläche werden als bergig klassifiziert, die Höhen reichen von 200 m bis 500 m Höhe über dem Meeresspiegel. Die durchschnittliche Temperatur ist verhältnismäßig niedrig, insbesondere in den höheren Lagen des Cuernos de Negros Vulkangebirges. Teile des Balinsasayao Twin Lakes Natural Park liegen auf dem Gebiet der Gemeinde.

## Baranggays
Valencia ist politisch in 24 Barangays unterteilt.
| - Apolong - Balabag East - Balabag West - Balayagmanok - Balili - Balugo - Bongbong - Bong-ao - Calayugan - Cambucad - Dobdob - Jawa | - Caidiocan - Liptong - Lunga - Malabo - Malaunay - Mampas - Palinpinon - North Poblacion - South Poblacion - Puhagan - Pulangbato - Sagbang |

## Geschichte
Ursprünglicher Name Valencias war Ermita, was so viel wie „ein abgelegener Ort“ bedeutet. Ermita diente als Zufluchtsort vor marodierenden muslimischen Piraten. 1856 wurde der Ort zu Ehren des Gemeindepriesters Mathias Villamayor, der aus Valencia in Spanien stammte, von den spanischen Kolonialherren in Nueva Valencia umbenannt. 
1920 wurde der Ort nach Don Carlos Luzuriaga, Delegierter in der philippinischen Legislative, in Luzuriaga umbenannt. Dieser hatte den Gemeindeoberen versprochen sich für die Entwicklung des Ortes einzusetzen, dieses Versprechen wurde jedoch nicht zu Zufriedenheit erfüllt, weshalb man 1941 den alten Namen Nueva Valencia wieder einführte.
1948 wurde unter Bürgermeister Rodolfo V. Gonzalez Sr. offiziell der Name Valencia eingeführt, der Namensteil „Nueva“ wurde gestrichen.

## Politik
Bürgermeister ist seit 2001 Rodolfo Gonzalez, Jr., der 2004 und 2007 wiedergewählt wurde.

## Kultur und Sehenswürdigkeiten
Die Ortsheilige Valencias ist Maria, Mutter Jesu. Ihr zu Ehren findet jährlich am 12. Oktober ein Fest statt. Dieser Tag ist offizieller und arbeitsfreier Feiertag in Valencia.

## Wirtschaft

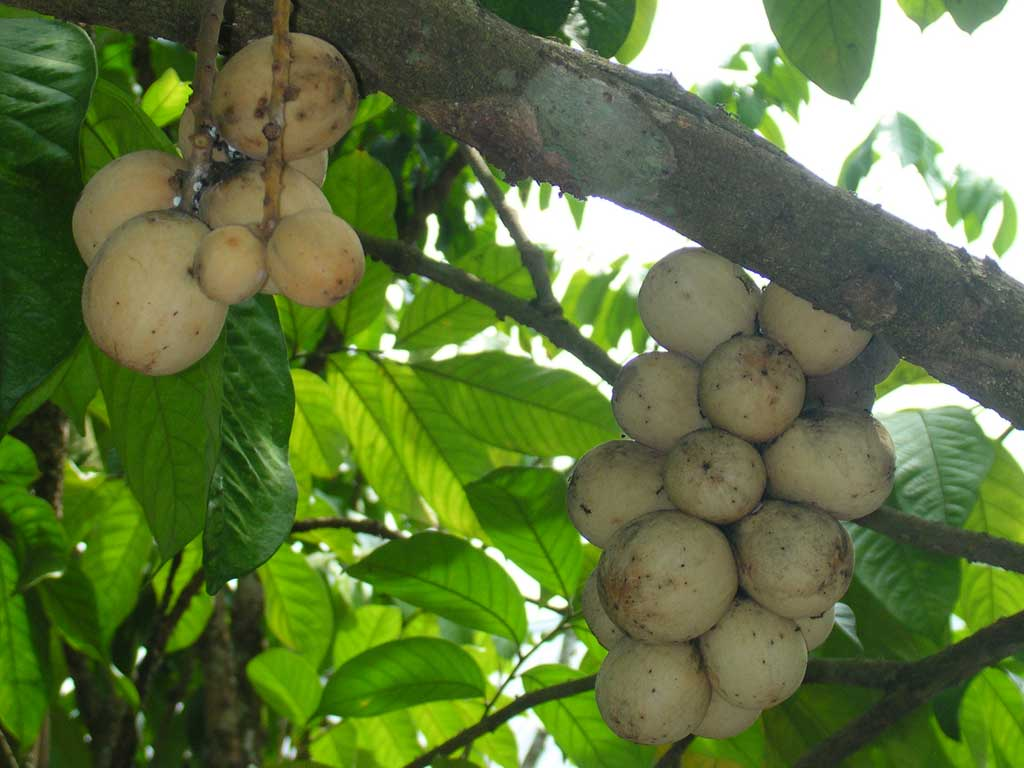
Lanzonesfrüchte, angebaut in Valencia und in die Nachbarorte exportiert

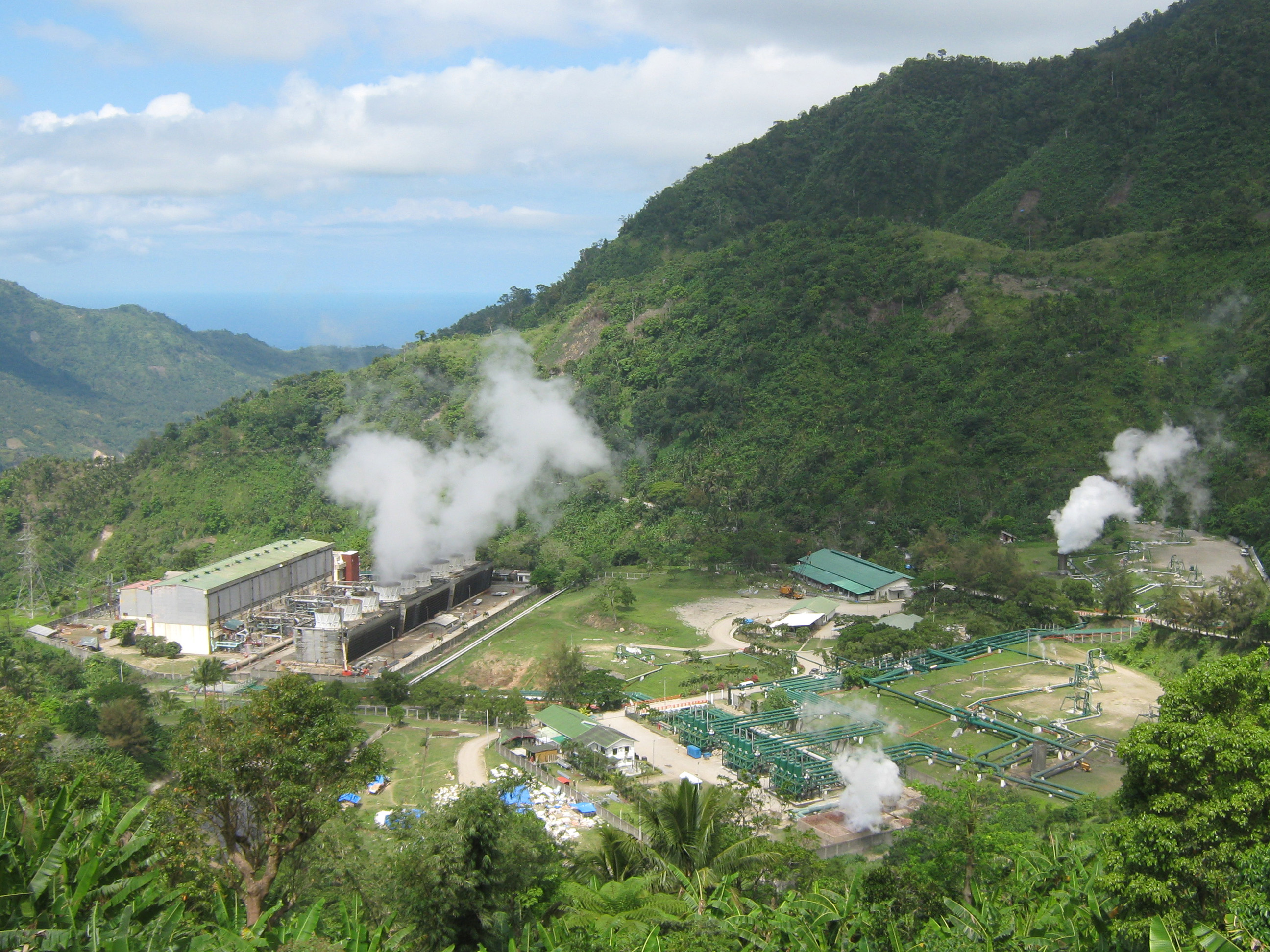
Geothermisches Kraftwerk im Baranggay Puhagan

Die Wirtschaft Valencias basiert weitgehend auf Landwirtschaft. Hauptprodukte sind Abaca, Kopra, Mais, Blumen, Gemüse, Wurzelgemüse und exotische Früchte wie Lanzones und Rambutan.
Valencia ist Standort eines geothermischen Kraftwerks das von der National Power Corporation betrieben wird und Negros, Panay sowie Teile Cebus mit Elektrizität versorgt. Die Stadtgemeinderegierung erhält Nutzungsgebühren, die sie einsetzt um die Strompreise für die Einwohner Valencias zu subventionieren.
Viele Einwohner Valencias arbeiten in der nahe gelegenen Stadt Dumaguete City.
Touristenattraktionen sind das Forest Camp, die Casarorofälle, der Philippinisch-Amerikanische-Japanische-Freundschaftsschrein und das Zweite Weltkriegs-Museum.